# Gemeentehuis van Clermont
Het gemeentehuis van Clermont is gelegen in het tot de Belgische gemeente Thimister-Clermont behorende dorp Clermont, aan de Place de la Halle, het marktplein aan de hoofdstraat van het dorp.

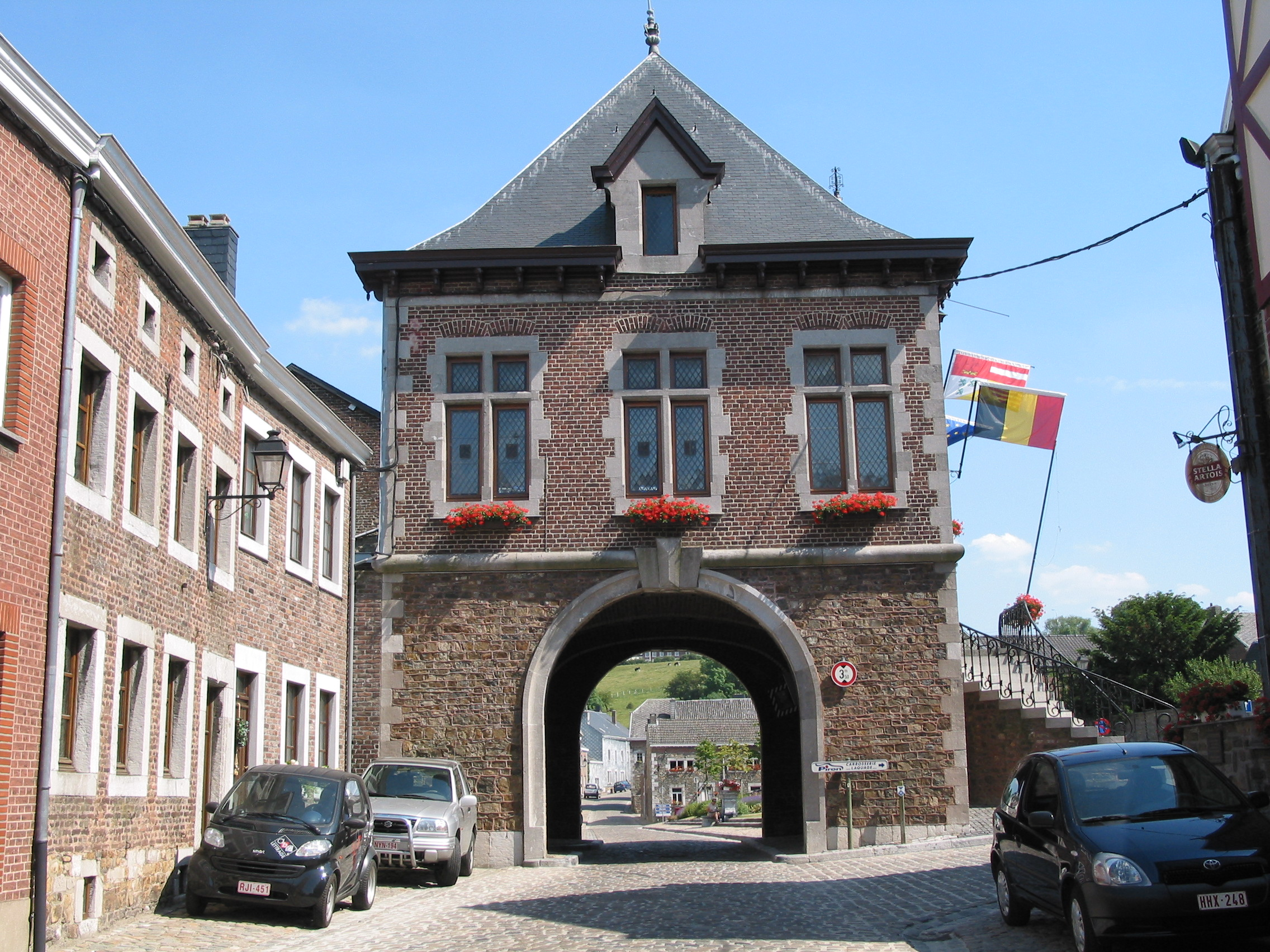
Onderdoorgang in lengterichting

Het gebouw is van 1888 en heeft het oude gemeentehuis op dezelfde plek vervangen. Het werd ontworpen door de Luikse architect Paul Demany (1859-1912). Het is gebouwd in neorenaissancestijl en is geïnspireerd door de Maaslandse renaissance. Het bordes voor de centrale ingang is via twee gebogen trappen toegankelijk. Kenmerkend zijn verder de erkertoren en de onderdoorgang in de lengterichting.
Het gemeentehuis is een monument, dat deel uitmaakt van de lijst van beschermd erfgoed in Thimister-Clermont als onderdeel van het cultureel erfgoed in België. Het wordt in de 21e eeuw voornamelijk gebruikt als trouwlocatie.